# Louis Bromfield
Louis Bromfield (Manfield, Ohio, 27 de dezembro de 1896 – Columbus, 18 de março de 1956) foi escritor, romancista e roteirista de filmes estadunidenses. 

## Carreira
Tornou-se internacionalmente conhecido como um autor premiado e como um conservacionista inovador e um fazendeiro científico. Era amigo de algumas das personalidades as mais comemoradas de sua era, como Francis Scott Fitzgerald, James Thurber e John Steinbeck. A fazenda Malabar perto de Lucas, sul de Ohio, foi o lar de Bromfield, de 1939 até sua morte, em 1956. Foi escolhida para o casamento de Humphrey Bogart e de Lauren Bacall, atraindo milhares dos visitantes todos os anos. 
Bromfield estudou agricultura, em Cornell, antes de se transferir para a Universidade de Columbia, seguindo, depois, a carreira de escritor. Após servir o exército americano, na Primeira Guerra Mundial, quando foi condecorado com a Cruz da Guerra e a Legião de Honra, retornou a Nova Iorque como um repórter. Em 1924, escreveu sua primeira novela, a Árvore da Baía Verde, imediatamente consagrado. Dois anos mais tarde, ganhou o prêmio Pulitzer. De seus trinta livros, muitos, tais como As chuvas vieram e a Sra. Parkington, foram adaptados para o cinema, sendo bem sucedidos. Em 1932 visitou a Índia, impressionando-se muito com a paisagem e as monções na Costa do Malabar, no estado indiano de Kerala. Esta viagem lhe inspirou seu romance "As chuvas vieram". 
Após passar dez anos na França, Bromfield retornou para casa, em Ohio, em 1938 e começou a organizar os princípios da agricultura sustentável, na Fazenda Malabar, fundada em 1939. Os escritos de Bromfield, iniciados na ficção, passaram à não ficção e a sua reputação e influência como conservacionista um fazendeiro continuaram a crescer. Atualmente, a Fazenda Malabar, tornou-se um parque estadual, continuando a operar sob a filosofia da gerência de Bromfield. Uma das melhores atrações do Parque é o Bosque Doris Duke, assim nomeado  em homenagem a Doris Duke, de Bromfields e famoso filantropo americano. Nos anos oitenta do século passado, Louis Bromfield foi eleito, postumamente, para o Salão Agrícola de Fama de Ohio e, em dezembro 1996, no centenário de seu nascimento, o departamento de agricultura de Ohio inaugurou um busto de Louis Bromfield em Reynoldsburg, Ohio. 
O trabalho inovativo e visionário de Louis Bromfield continua a influenciar metodologias agriculturais em torno do mundo. Na década de 1950, instalou, junto com Manuel Carlos Aranha(neto), o Carlito Aranha, a Fazenda Malabar do Brasil (Malabar-Brasil), em Itatiba, que, conforme sua filha Ellen Bromfield Geld, expandiu os horizontes de princípios e de objetivos do seu pai. Assegurar este trabalho no século XXI é o objetivo do projeto. A Fundação de Malabar planeja desenvolver um centro para o estudo na Fazenda de Malabar, continuando o trabalho começado, no Condado de Richland, por Louis Bromfield. 
Foi pai da escritora Ellen Bromfield Geld, que fixou residência no Brasil.

## Obras
- The Green Bay Tree, 1924
- Possession, 1925
- Early Autumn, 1926 - Prémio Pulitzer de Ficção (1927)
- A Good Woman, 1927
- The House of Women, 1927 peça de teatro
- The Work of Robert Nathan, 1927
- The Strange Case of Miss Annie Spragg, 1928
- Awake and Rehearse, 1929
- Tabloid News, 1930
- Vinte e quatro horas - no original Twenty-four Hours, 1930
- Um herói moderno - no original A Modern Hero, 1932
- A fazenda - no original The Farm, 1933
- The Man Who Had Everything, 1935
- As chuvas vieram - no original The Rains Came, 1937
- McLeod's Folly, 1939
- England: A Dying Oligarchy, 1939
- Noite em Bombaim - no original Night in Bombay, 1940
- Wild Is the River, 1941
- A senhora Parkington - no original Mrs. Parkington, 1943
- The World We Live In: Stories, 1944
- What Became of Anna Bolton, 1944
- Pleasant Valley, 1945
- Bitter Lotus, Cleveland, Ohio: The World Publishing Company, 1945
- A Few Brass Tacks, 1946
- Colorado, 1947
- Kenny, 1947
- Malabar Farm, 1948
- Out of the Earth, 1950
- Mr. Smith, 1951
- The Wealth of the Soil, 1952
- Up Ferguson Way, 1953
- A New Pattern for a Tired World (disponível online), 1954
- Animals and Other People, 1955
- From My Experience, 1955